# Sanctuaire Notre-Dame-des-Douleurs de Stary Wielisław
 (janvier 2022).
Pour les articles homonymes, voir Sanctuaire Notre-Dame-des-Douleurs et Église Sainte-Catherine.
L’église Sainte-Catherine-Vierge-et-Martyre, également sanctuaire Notre-Dame-des-Douleurs, est une église fortifiée située à Stary Wielisław en Pologne, à laquelle l’Église catholique donne le statut de sanctuaire international depuis 2001.

## Historique
L’histoire du sanctuaire remonte au Xe siècle. En 1300 — année du premier jubilé —, le pape Boniface VIII le qualifie dans une bulle[Laquelle ?] de « Sanctuaire Céleste », et en fait un lieu de pèlerinage.
En 1428, l’église est incendiée lors des raids menés par l’Église hussite ; il est dit que la statue de la Vierge Marie présentée sur le maître autel, qui date environ du XIIIe siècle, aurait survécu à l’incendie. L’église est reconstruite en briques avec une fortification extérieure, puis agrandie aux XVIe et XVIIIe siècles, avec un intérieur baroque et rococo.
Le sanctuaire reste attaché au catholicisme même entre 1618 et 1622, alors que le powiat (district) de Kłodzko bascule dans le protestantisme à l’occasion de la guerre de Trente Ans ; l’église est cependant pillée en 1620. En 1660, des reliques de sainte Catherine d’Alexandrie sont apportées dans le sanctuaire, et l’église lui est dédiée. En 1713, la peste touche la région, mais aucun cas n’est recensé à Stary Wielisław, amplifiant le phénomène de pèlerinage.
Au XXe siècle, le sanctuaire est visité par le cardinal Stefan Wyszyński après sa sortie de prison[Quand ?], et à deux reprises par le futur pape Jean-Paul II — alors qu’il est aumônier des étudiants de Cracovie, puis en tant qu’archevêque de Cracovie. Ces trois évènements sont depuis commémorés par une plaque à l’entrée de l’église.
Le 16 septembre 2001, le cardinal Henryk Roman Gulbinowicz, archevêque de Wrocław, élève le sanctuaire au rang de sanctuaire international,. Le sanctuaire possède depuis le 22 octobre 2011 des reliques de Jean-Paul II. Il possède aussi des reliques de la Vraie Croix[Depuis quand ?], et une réplique du clou qui aurait servi à attacher la main de Jésus à la Croix[Depuis quand ?] et dont l’original est au Hofburg à Vienne en Autriche.